# Volt Europa

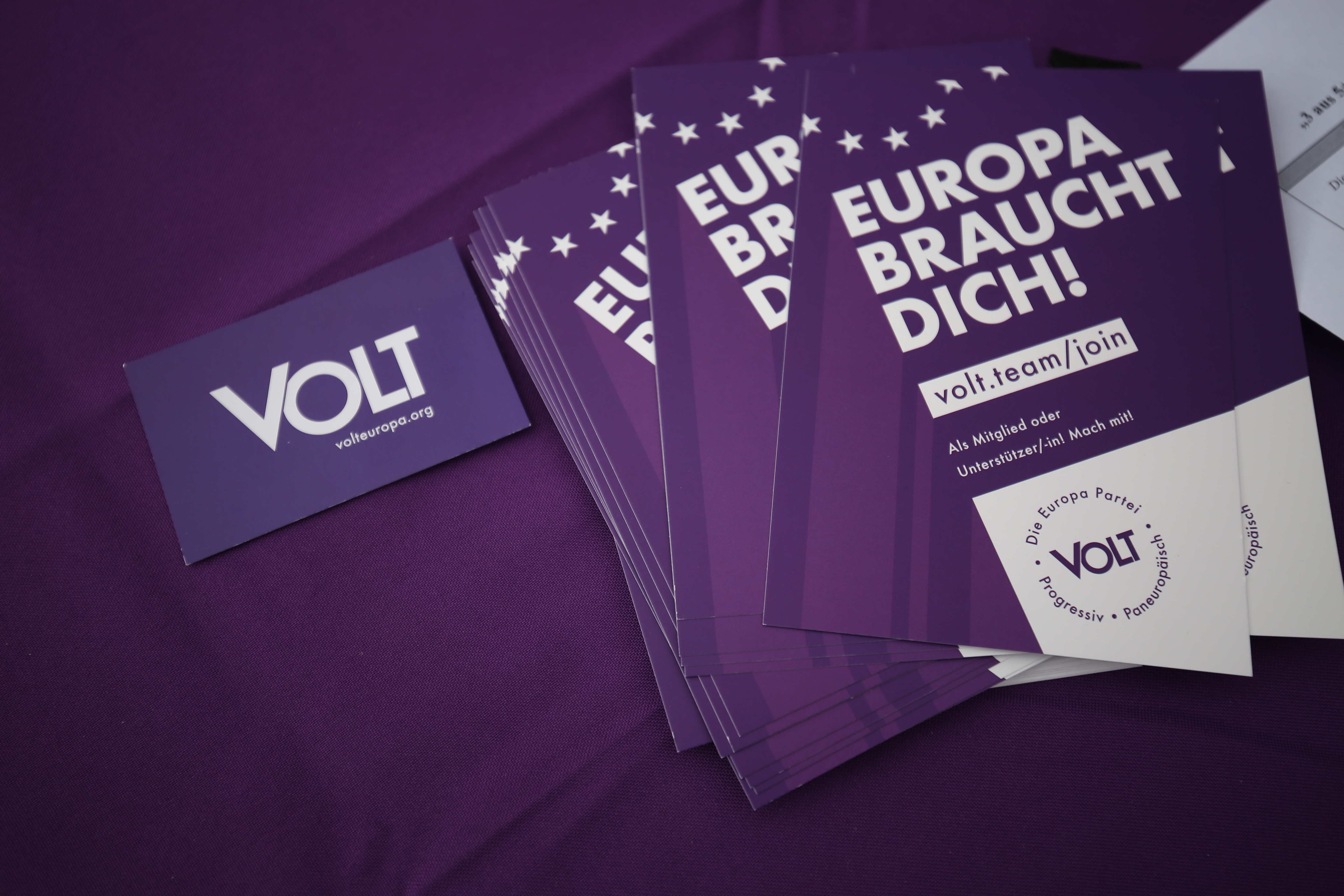
Flyers van Volt in Duitsland

Volt Europa  is een pro-Europese en federalistische Europese politieke beweging. Als koepelorganisatie voor nationale afdelingen van de pan-Europese beweging Volt streeft ze naar een versterkte democratie op Europees niveau. Naast pan-Europese standpunten staat de partij voor de waarden uit artikel I-2 van het Verdrag van Maastricht (1992) waaronder eerbied voor de menselijke waardigheid, vrijheid, democratie, gelijkheid, de rechtsstaat en eerbiediging van de mensenrechten, waaronder de rechten van personen die tot minderheden behoren.

## Geschiedenis
In 2017 startte Andrea Venzon de organisatie met steun van Colombe Cahen-Salvador en Damian von Boeselager. De oprichters wilden een antwoord bieden op het overal ter wereld toenemende populisme en de ontwikkelingen rond de Brexit. Volt Europa onderscheidt zich van andere pro-Europese bewegingen zoals Pulse of Europe door deelname aan Europese, landelijke en lokale verkiezingen via de nationale afdelingen in alle lidstaten van de EU. Volt Europa staat als internationale vereniging zonder winstoogmerk officieel geregistreerd in België. Eerder was de organisatie bekend als Vox Europe. Ongeveer 70% van die leden was niet eerder politiek actief voordat zij zich aansloten bij Volt.
Op 27 en 28 oktober 2018 werd in Amsterdam tijdens de Algemene Ledenvergadering van Volt Europa de “Verklaring van Amsterdam” openbaar gemaakt, het politieke programma voor het Europees Parlement. Begin 2019 telde Volt ruim 20.000 leden in meer dan 30 Europese landen. Bij de Europese Parlementsverkiezingen 2019 was Volt verkiesbaar in acht lidstaten:
| Lidstaat            | Lijsttrekker          | Percentage | Zetels |
| ------------------- | --------------------- | ---------- | ------ |
| België              | Christophe Calis      | 0,48%      | 0      |
| Bulgarije           | Nastimir Ananiev      | 0,18%      | 0      |
| Duitsland           | Damian von Boeselager | 0,67%      | 1      |
| Luxemburg           | Rolf Tarrach          | 2,11%      | 0      |
| Nederland           | Reinier van Lanschot  | 1,90%      | 0      |
| Spanje              | Chema Larrea          | 0,14%      | 0      |
| Verenigd Koninkrijk | Andrea Venzon         | 0,0%       | 0      |
| Zweden              | Michael Holz          | 0,0%       | 0      |

Deelname in Frankrijk, Italië, Portugal en Oostenrijk werd ook overwogen, maar in deze landen kon de partij de waarborgsom niet betalen of onvoldoende handtekeningen verzamelen. Mede dankzij de lage kiesdrempel in Duitsland heeft Volt aldaar een zetel gewonnen. De Duitse medeoprichter Damian von Boeselager vertegenwoordigt alle Volt-afdelingen in het Europees Parlement. Na een raadpleging van alle Europese leden werd met 83% van de stemmen beslist om deel uit te maken van de fractie de Groenen/Vrije Europese Alliantie.
Op 16 juni 2023 werd bekend dat D66-Europarlementariër Sophie in 't Veld overstapte van D66 naar Volt.

## Politiek programma
Economisch pleit Volt Europa voor voortgaande digitalisering, investeringen in de groene en blauwe economie, de strijd tegen armoede en ongelijkheid (o.a. via de invoering van een Europees minimumloon), verdere harmonisatie van de belastingen in Europa, en publiek/private samenwerking om de economische groei te bevorderen en de werkloosheid terug te dringen. Daarnaast streeft de beweging naar flinke investeringen in sociale projecten, met name op het gebied van onderwijs en zorg. Wat betreft de maatschappelijke ontwikkelingen profileert Volt zich als antiracistisch, feministisch en pro-LGBT. 
Volt dringt aan op allerlei veranderingen binnen de Europese Unie: gezamenlijke aanpak van de problemen rond migratie, nauwe samenwerking op het gebied van defensie en eurobonds. In de media wordt de organisatie geassocieerd met de bevordering van het democratisch gehalte binnen de EU en de ontwikkeling van een vorm van Europees patriottisme. Volt is van mening dat Europa zich op mondiaal niveau eensgezind moet manifesteren en spreken met één stem. Volt streeft naar een federaal Europa, waarin een prominent Europees Parlement erop toeziet dat de Europese burger weet dat die centraal staat in de Europese democratie.

## Afdelingen
Volt heeft afdelingen in meer dan dertig Europese landen, ook buiten de EU zoals het Verenigd Koninkrijk en Zwitserland. In een aantal landen heeft de partij deelgenomen aan verkiezingen, zowel op Europees, landelijk of plaatselijk vlak.

### België
Volt heeft meegedaan aan de Belgische lokale verkiezingen 2018 in Antwerpen en in twee gemeenten (Elsene en Etterbeek) in het Brussels Hoofdstedelijk Gewest, maar geraakte er niet verkozen.
Bij de verkiezingen in België 2024 heeft Volt de volgende lijsten kunnen indienen: Europees Parlement (Nederlands kiescollege & Frans kiescollege), Kamer (Antwerpen & Brussel), Vlaams Parlement (Antwerpen & Vlaams-Brabant), Brussels Parlement (Nederlands & Frans).

### Bulgarije
| Verkiezing      | Coalitie | Lijsttrekker     | Stemmen         | %              | Zetels | +/– | Opmerkingen |
| --------------- | -------- | ---------------- | --------------- | -------------- | ------ | --- | --- |
| 2021 (april)    | ISMV     | Nastimir Ananiev | 150.940 (ISMV)  | 4,65% (ISMV)   | 0/240  | -   | Volt zat in de coalitie Sta op! Maffia, ga weg! (ISMV). Deze coalitie heeft 14 zetels gehaald, waarvan er geen naar Volt zijn gegaan.                    |
| 2021 (juli)     | ISMV     | Nastimir Ananiev | 136.885 (ISMV)  | 4,95% (ISMV)   | 0/240  | -   | Volt zat in de coalitie Sta op! Maffia, ga weg! (ISMV). Deze coalitie heeft 13 zetels gehaald, waarvan er geen naar Volt zijn gegaan.                    |
| 2021 (november) | PP       | Nastimir Ananiev | 610.273 (PP)    | 25,46% (PP)    | 2/240  | +2  | Volt zat in de coalitie We gaan door met de verandering (PP). Deze coalitie heeft 67 zetels gehaald, waarvan twee voor Volt.                             |
| 2022            | PP       | Nastimir Ananiev | 506,099 (PP)    | 19.52% (PP)    | 2/240  | -   | Volt zat in de coalitie We gaan door met de verandering (PP). Deze coalitie heeft 53 zetels gehaald, waarvan twee voor Volt.                             |
| 2023            | PP-DB    | Nastimir Ananiev | 621,069 (PP-DB) | 23.54% (PP-DB) | 1/240  | -1  | Volt zat in de coalitie We gaan door met de verandering - Democratisch Bulgarije (PP-DB). Deze coalitie heeft 64 zetels gehaald, waarvan er 1 voor Volt. |

### Duitsland
Volt deed mee aan de Bondsdagverkiezingen 2021, maar wist met 0,4% van de stemmen geen zetel te behalen. 
Wel behaalde Volt in een aantal plaatsen zetels in gemeenteraden.

### Nederland
Volt heeft een Nederlandse tak, Volt Nederland. Deze partij heeft sinds 22 maart 2022 twee zetels in de Tweede Kamer der Staten-Generaal. De fractievoorzitter is Laurens Dassen. In 2022 deed Volt Nederland in 10 gemeenten mee aan de gemeenteraadsverkiezingen en behaalde 20 zetels. De partij deed in 2023 mee aan de Provinciale Statenverkiezingen en werd in 8 provincies verkozen, met in totaal 11 zetels. Sinds 13 juni 2023 heeft Volt Nederland twee zetels in de Eerste Kamer der Staten-Generaal. De fractievoorzitter is Gaby Perin-Gopie.

### Spanje
De partij stelde zich kandidaat voor de regionale parlementsverkiezingen van 2021 in Madrid, maar behaalde er geen enkele zetel.

### Portugal
| Verkiezing | Lijsttrekker      | Stemmen | %    | Zetels | +/– |
| ---------- | ----------------- | ------- | ---- | ------ | --- |
| 2022       | Tiago Matos Gomes | 5,528   | 0.1% | 0/230  | -   |

Volt Portugal deed mee aan de Portugese gemeenteraadsverkiezingen 2021. In de studentenstad Coimbra werd Ines Reis Dos Santos verkozen tot de gemeenteraad, dat was de enige zetel die Volt in Portugal haalde tijdens deze verkiezingen.